# President van Ghana
De president van de Ghanese Republiek fungeert als het staatshoofd van de Republiek Ghana. De president is het hoofd van de uitvoerende macht en opperbevelhebber van het militaire apparaat. De president wordt gekozen voor een termijn van vier jaar en kan slechts eenmaal worden herkozen. 
Kwame Nkrumah was Ghana's eerste president nadat Ghana een republiek werd op 1 juli 1960. Zijn tweede ambtstermijn werd afgebroken op 28 februari 1966 door een staatsgreep. 
Jerry Rawlings was de eerste president sinds de huidige grondwet werd ingevoerd in 1992. Hij was president van 1993 tot 2001. 
De huidige president is John Dramani Mahama, die in december 2024 de presidentsverkiezingen won. Op 7 januari 2025 is hij zijn eerste ambtstermijn als gekozen president begonnen.